# Monohelea tigrina
Monohelea tigrina är en tvåvingeart som först beskrevs av Frederick Askew Skuse 1889.  Monohelea tigrina ingår i släktet Monohelea och familjen svidknott. Inga underarter finns listade i Catalogue of Life.